# بلباريات
البلباريات (الاسم العلمي:†Balbaridae) هي فصيلة من الثدييات تتبع رتبة ثنائيات الأسنان الأمامية من طائفة الثدييات.

## التصنيف
- †البلباراوات
  - †البلبار